# Vespa mandarinia japonica
El llamado avispón gigante japonés (Vespa mandarinia japonica) era considerado una subespecie del avispón gigante asiático (Vespa mandarinia). Las taxonomías más recientes no lo consideran una subespecie. Como su nombre indica, es endémico de las islas japonesas; prefiere las zonas rurales donde encuentran árboles para anidar. En japonés se le conoce como el ōsuzumebachi (おおすずめばち (大雀蜂,大胡蜂) ? lit. "Gorrión gigante abejil").

## Descripción
Su dieta consiste en una amplia gama de insectos, incluyendo los que son considerados como plagas en las zonas de cultivo, por esta razón los avispones son considerados como beneficiosos. Los avispones desmiembran los cuerpos de sus presas para alimentarse solo de las partes del cuerpo más ricas en nutrientes, como los músculos de vuelo. Estas serán las partes que lleven al nido. Allí, los avispones mastican la presa en una pasta antes de alimentar a las larvas que a su vez producen un fluido consumido por los avispones adultos. Este líquido es como una mezcla de aminoácidos de Vespa (VAAM). Un tipo VAAM sintético está siendo producido artificialmente como un suplemento dietético, con el reclamo comercial de que puede aumentar el rendimiento atlético. En muchos pueblos de montaña japoneses, la avispa se considera un manjar cuando se sirve frito.

## Depredación
En Japón, los apicultores prefieren a menudo las abejas europeas, ya que son más productivas que las abejas japonesas endémicas. Sin embargo, es muy difícil mantener una colmena de abejas europeas, ya que los avispones gigantes son devastadores para las colmenas de abejas. Una vez que un avispón gigante japonés ha localizado una colmena de abejas europeas, deja marcadores de feromonas a su alrededor que atraen rápidamente a sus compañeros del nido para entre todos converger la colmena. Un avispón gigante japonés puede matar a cuarenta abejas europeas en un solo minuto; un grupo de treinta avispones puede destruir una colmena entera de unas treinta mil abejas en poco más de tres horas. Los avispones matan y desmiembran a las abejas. Al regresar a su nido, llevan consigo el tórax de las abejas  para alimentar a sus larvas, dejando las cabezas y extremidades atrás. También se llevan la miel y las larvas de abejas para alimentar a sus propias larvas.
A diferencia de sus parientes europeos, la abeja de la miel japonesa tiene una defensa contra estos ataques. Cuando una avispa se aproxima a la colmena para liberar feromonas, las obreras se retiran a la colmena, dejando una abertura para permitir que el avispón gigante que hace de explorador pueda entrar. En un momento determinado, las abejas salen de sus escondites en una formación de nube furiosa compuesta por unos quinientos individuos. A partir de ese momento en el que la nube rodea al avispón, los individuos que la componen forman una bola apretada alrededor de la avispa que actúa como un horno. Esto lo producen las abejas cuando vibran sus alas, generando calor a través de esfuerzos musculares y, a continuación, dirigen el aire caliente alrededor de ellas hacia el interior de la bola. Esto hace que la temperatura interior de la pelota se eleve a unos 47°C. Si bien significativa, esta alta temperatura por sí sola no es suficiente para matar al avispón atrapado en la pelota de abejas. Sin embargo la actividad de las abejas también aumenta la concentración de dióxido de carbono dentro de la bola. La capacidad de la avispa para soportar el calor disminuye a medida que las concentraciones de dióxido de carbono aumentan. Así que los 47 °C de temperatura se convierten en algo letal para los avispones. Mientras tanto, las abejas pueden soportar temperaturas de entre 48 y 50 °C en las mismas condiciones, por lo que el avispón muere mientras que las abejas sobreviven.

## Veneno
El avispón gigante japonés es grande y puede ser muy agresivo si se le provoca. Tiene un veneno que se inyecta por su aguijón de 6,25 mm de largo y ataca el sistema nervioso y daña los tejidos de sus víctimas. Las pruebas con ratones demostraron que el veneno no es el más letal, con una LD 50 de 4,0 mg/kg, que se compara con el veneno de avispa más mortal (para ratones) del mismo peso, sería el de la Vespa luctuosa (Avispón filipino) de 1,6 mg/kg. La potencia de la picadura se debe a la cantidad relativamente grande de veneno inyectado. Al ser picado es extremadamente dolorosa y puede requerir hospitalización. Las picaduras de avispones gigantes asiáticos pueden causar un shock anafiláctico en personas alérgicas, e incluso pueden ser letales para las personas que no son alérgicas, siempre que la dosis sea suficiente. Unas pruebas realizadas en China demostraron que las personas a las que picaron más de diez veces necesitan ayuda médica, y tratamiento de emergencia para los casos de más de treinta picaduras. Las picaduras pueden causar insuficiencia renal. De treinta a cuarenta personas mueren en Japón todos los años después de haber sido picados, lo que hace que el avispón gigante japonés sea el animal más letal en Japón (0-5 muertes son causadas por osos en el mismo año, y otras 5-10 por serpientes venenosas).